# NGC 2371
NGC 2371 est une nébuleuse planétaire bipolaire située dans la constellation des Gémeaux. Elle a été découverte par l'astronome germano-britannique William Herschel en 1785. Cette nébuleuse peut apparaitre comme étant deux objets distincts, comme sur le gros plan réalisé par le télescope spatial Hubble. Herschell a écrit deux entrées dans ses notes et c'est la raison pour laquelle la nébuleuse apparait aussi au catalogue de John Dreyer sous la désignation NGC 2372.

## Observation
Avec une magnitude visuelle apparente de 11,2, on doit utiliser un télescope dont l'ouverture est d'au moins 150 mm pour l'observer.

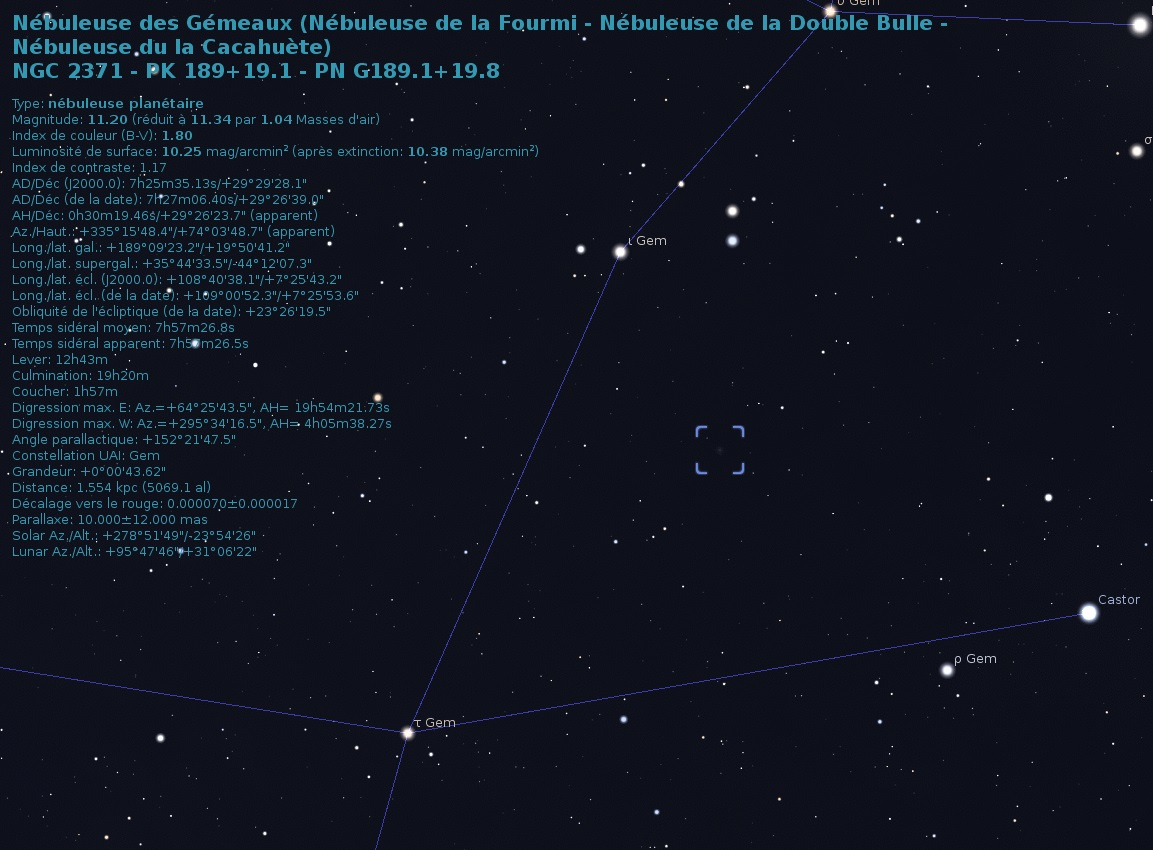
Localisation de NGC 2371 dans la constellation des Gémeaux. (Stellarium)

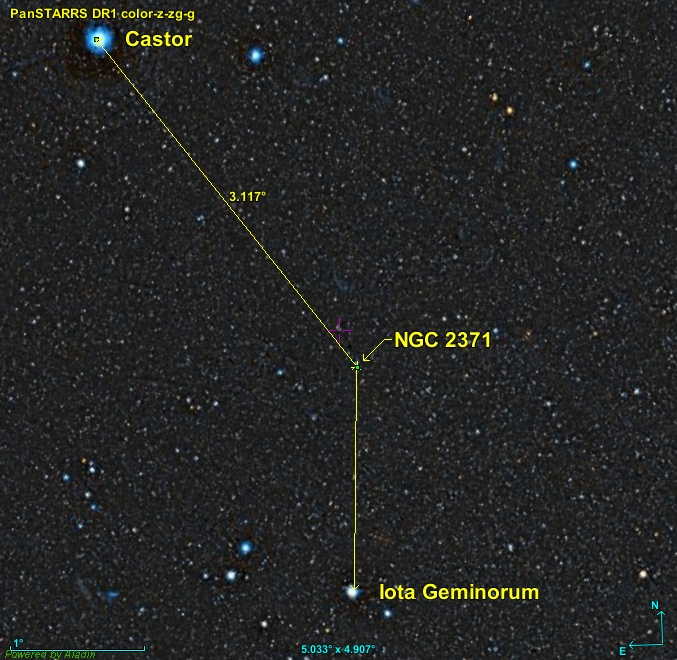
Position de NGC 2371 par rapport à deux étoiles.

La nébuleuse NGC 2371 est située à environ 1,7 degré presque directement au nord d'Iota Geminorum. L'étoile Castor est également dans la même région du ciel à quelque 3,1 degrés au nord-est de NGC 2371.

### Distance, taille et vitesse
Le logiciel en ligne Aladin Lite permet de consulter les données astronomiques de plusieurs catalogues, dont le « GAIA EARLY DATA RELEASE 3 (GAIA EDR3) ». La parallaxe de NGC 2371 est égale à 0,581 2 ± 0,045 9 mas, ce qui correspond à une distance de 1721 +148
−126 pc.
Selon les sources, la taille apparente de la nébuleuse est de 1,03′ ou de 0,73′ ou encore de 0,727'. La taille réelle maximale de la nébuleuse est obtenue par un calcul simple en utilisant la taille apparente maximale et la distance maximale ((1721 + 148)pc). On obtient alors une taille réelle de 1,83 al. De même, en utilisant la taille apparente minimale et la plus petite distance ((1721 - 126)pc), on obtient la plus petite taille réelle, soit 1,10 al. La taille réelle de la nébuleuse est donc égale à 1,46 ± 0,36 al.
Deux valeurs identiques de la vitesse sont indiquées sur la base de données Simbad, soit 21,0 km/s et 21,0 ± 5,0 km/s.

## L'image prise par Hubble

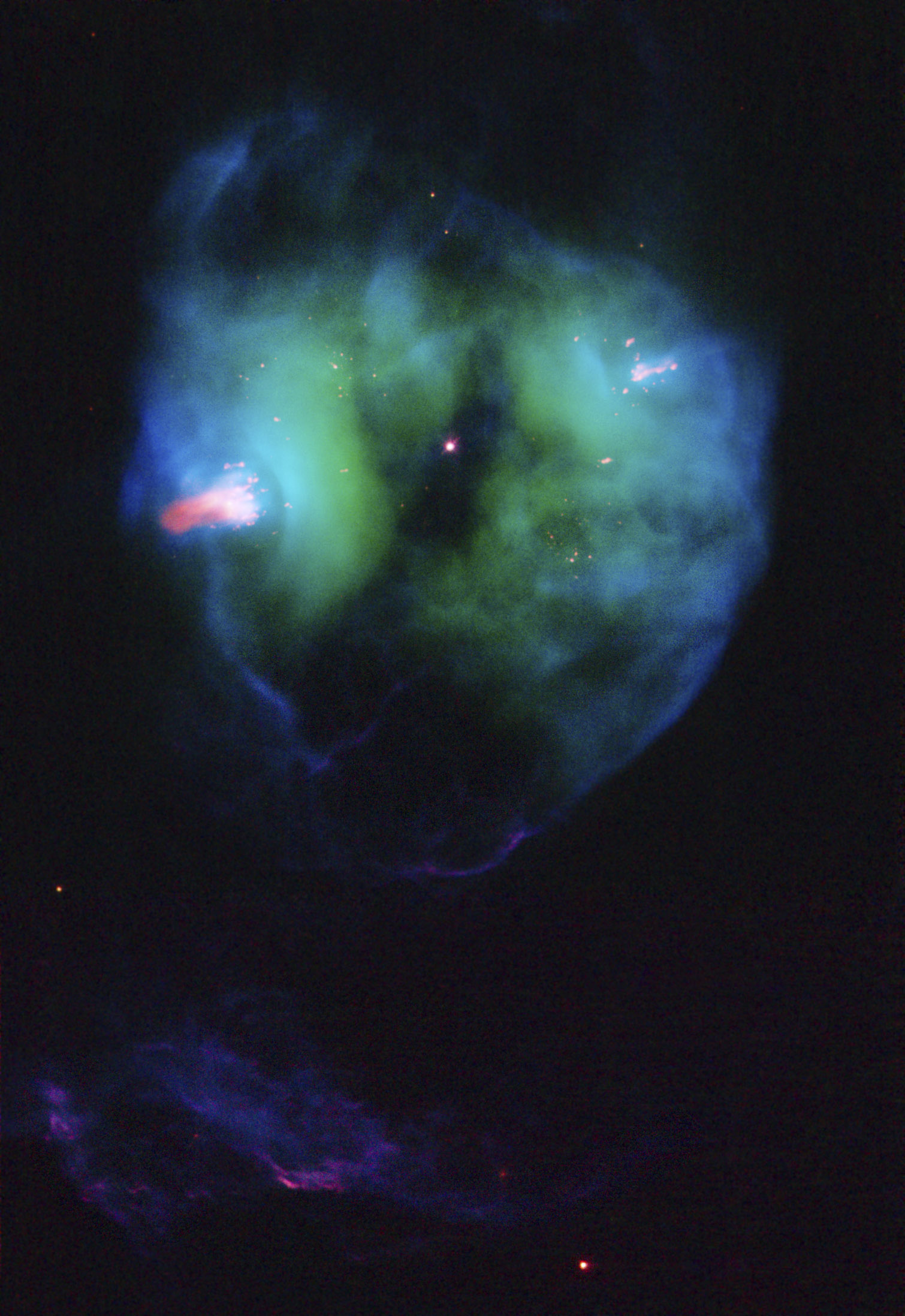
Image de NGC 2371 prise par l'imageur WFPC2 du télescope spatial Hubble en novembre 2007.

Dans le cadre du programme Hubble Heritage Project, on a utilisé le télescope spatial Hubble pour photographier NGC 2371 en novembre 2007. Cette image a été préparée à partir d'expositions prises à travers des filtres qui détectent la lumière du soufre et de l'azote (rouge), de l'hydrogène (vert) et de l'oxygène (bleu).
L'étoile au centre de la nébuleuse est le noyau extrêmement chaud de l'ancienne géante rouge maintenant dépouillée de ses couches externes. La température de surface de l'étoile centrale de NGC 2371 atteint les 130 000 degrés. En seulement quelques milliers d'années, la nébuleuse se dissipera dans l'espace. L'étoile centrale se refroidira ensuite progressivement, devenant finalement une naine blanche, la dernière étape de l'évolution d'une majorité d'étoiles.
L'image de Hubble révèle plusieurs caractéristiques remarquables, notamment les nuages roses proéminents situés sur les côtés opposés de l'étoile centrale. Cette couleur indique qu'ils sont plus jeunes et plus denses que le reste du gaz de la nébuleuse. Les nombreux petits points roses sont également remarquables. Ce sont des grumeaux de gaz assez denses et petits qui se trouvent sur les côtés diamétralement opposés de l'étoile. On pense qu'ils proviennent de l'éjection par l'étoile de gaz le long d'une direction spécifique. La direction du jet aurait changé avec le temps au cours des derniers millénaires. La raison de ce comportement n'est pas bien comprise, mais cela pourrait provenir de la présence d'une deuxième étoile en orbite autour de l'étoile centrale.

## Galerie

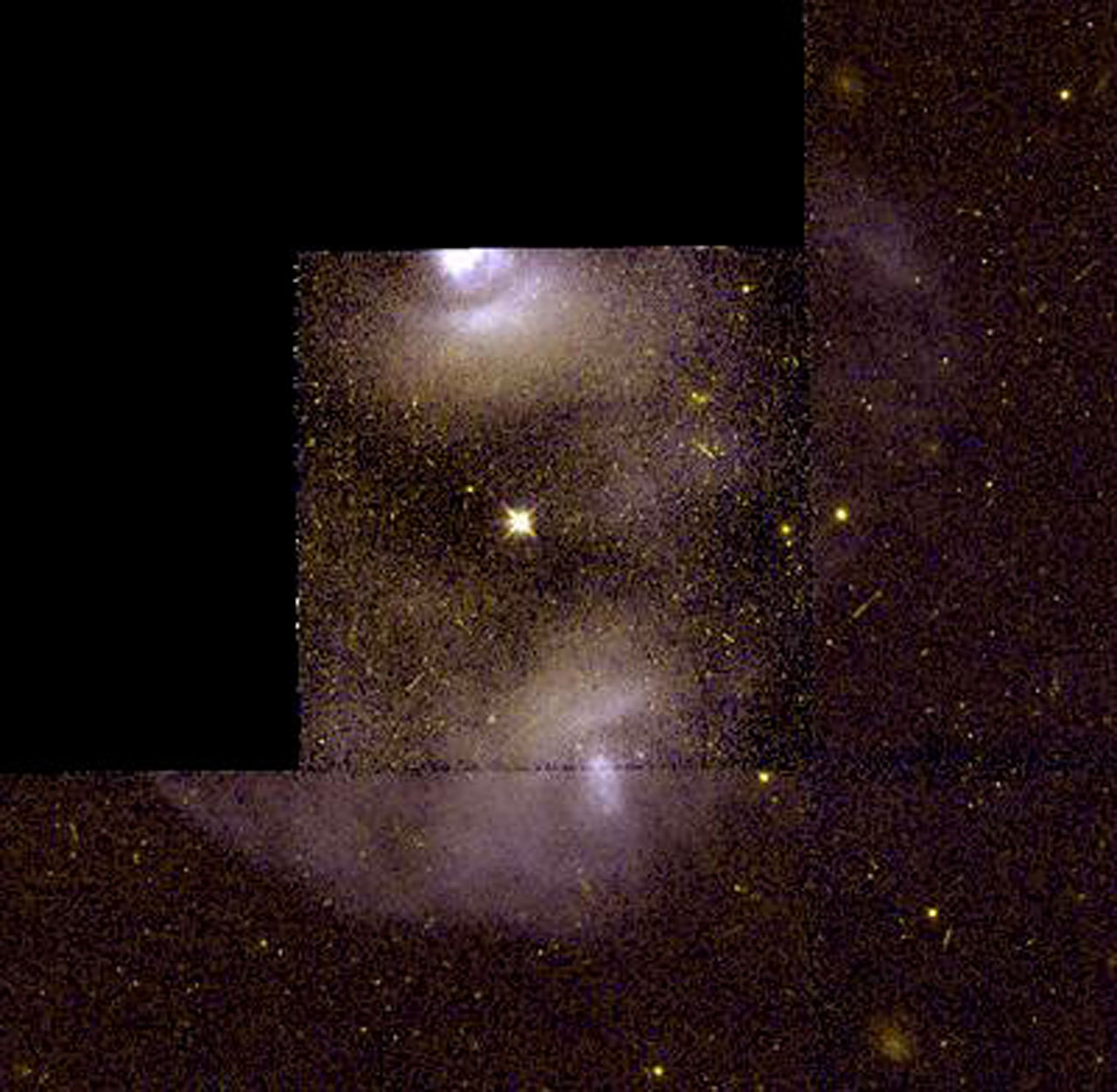
Gros plan de NGC 2371 par le télescope spatial Hubble. On pourrait croire qu'il y a deux objets à cet endroit, mais il s'agit de la même nébuleuse planétaire.
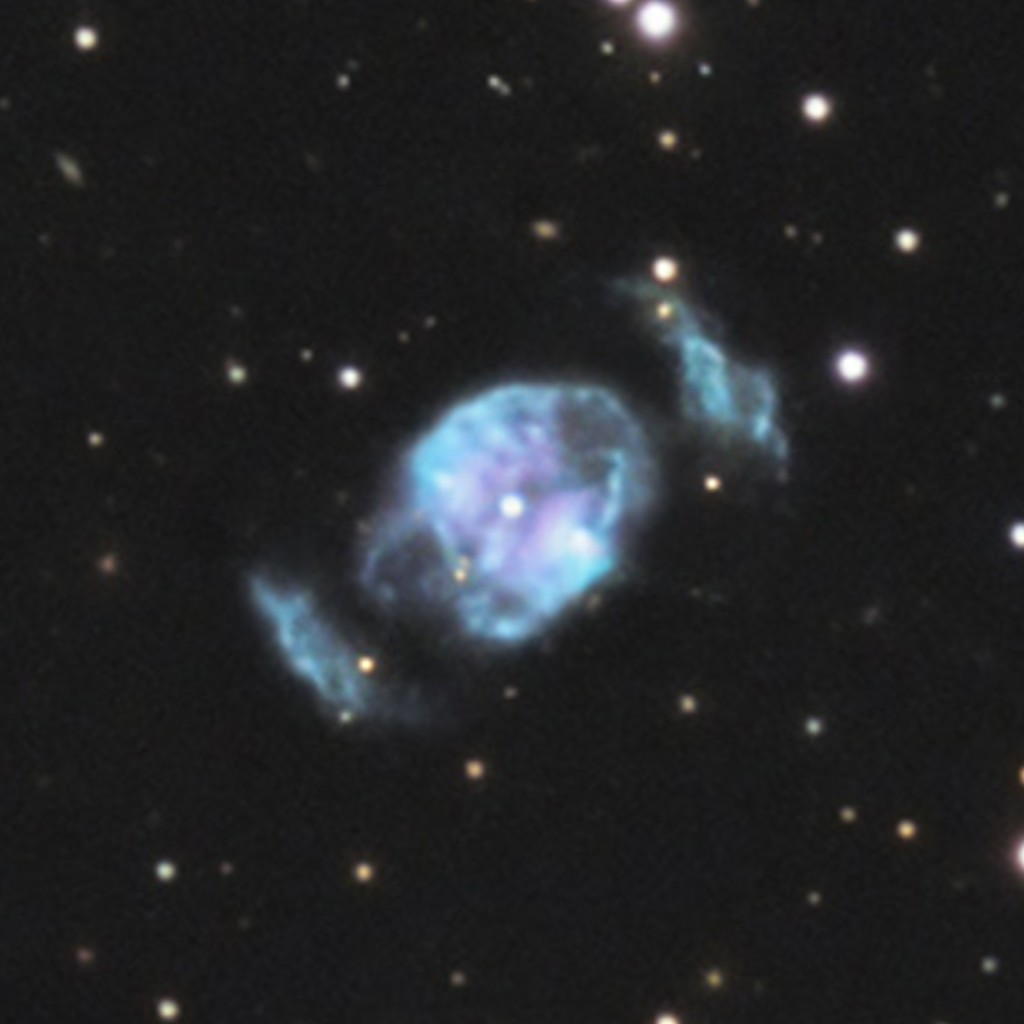
NGC 2371, source inconnue.
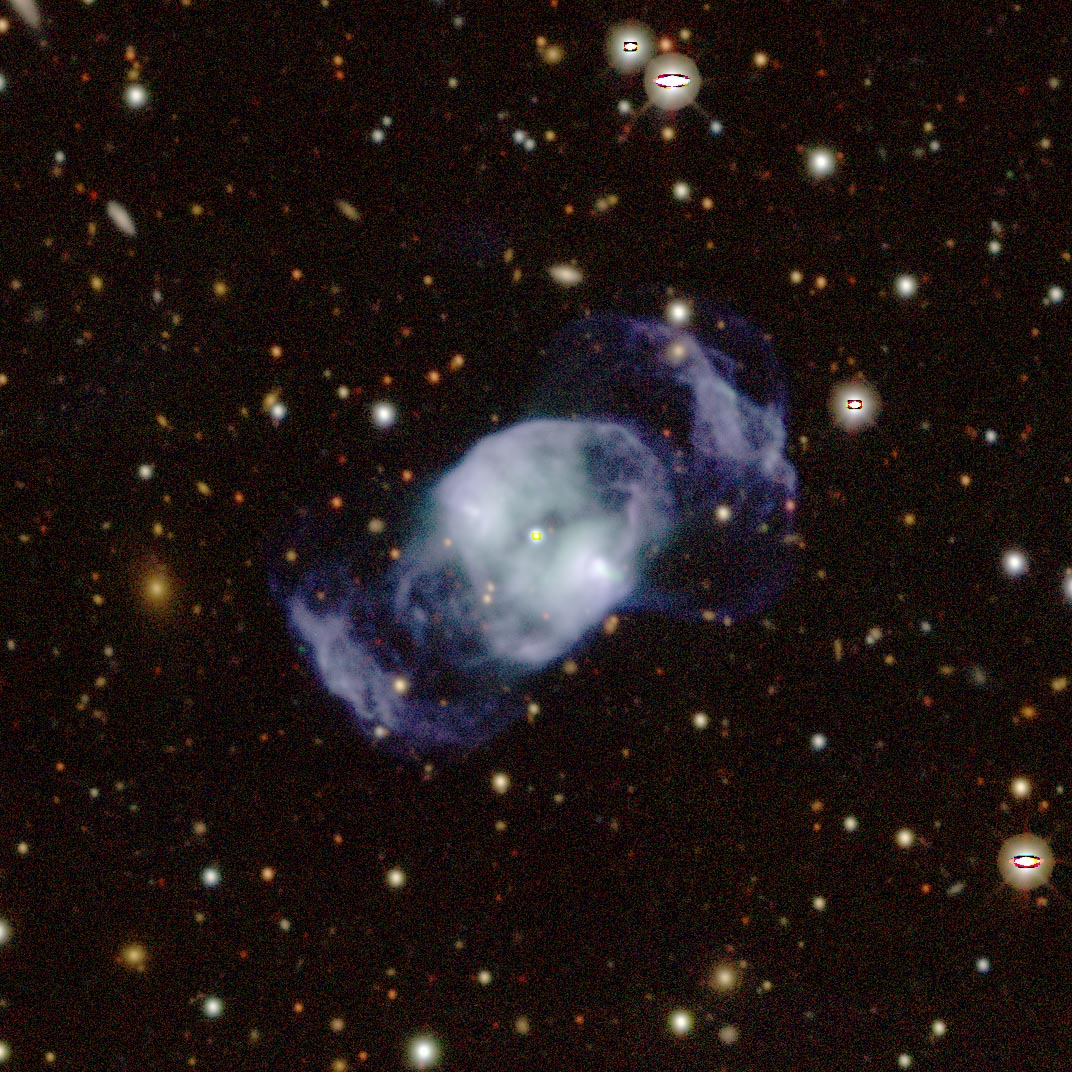
NGC 2371 par le projet « Legacy Surveys DR10 ».
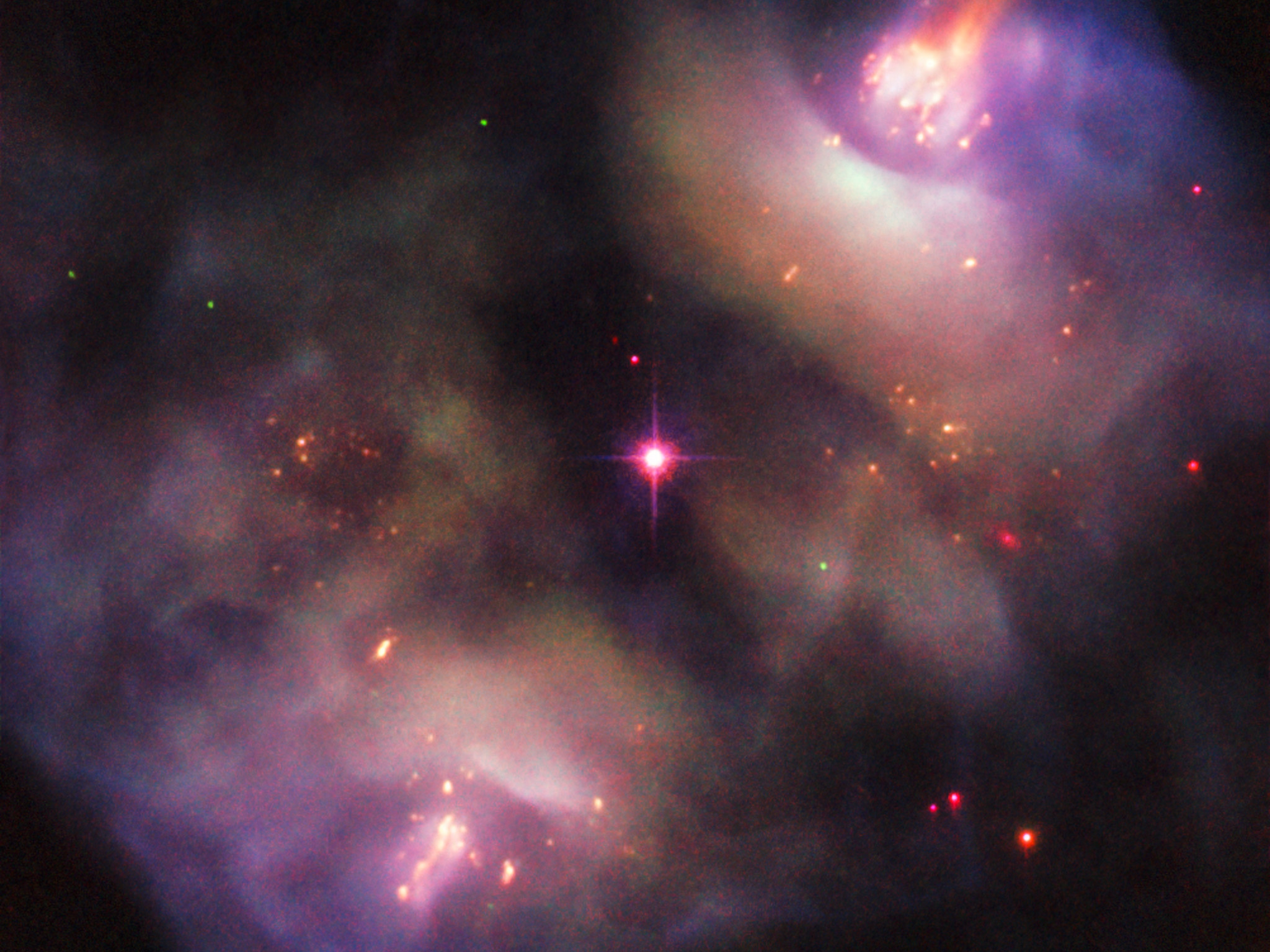
Gros plan de NGC 2371 par le télescope Hubble.